# Oh Yeong-su
Oh Yeong-su (em coreano:  오영수; 19 de outubro de 1944) é um ator sul-coreano. Ele começou a atuar no palco em 1967. Posteriormente, começou a atuar na tela, muitas vezes retratando monges devido à sua experiência com peças budistas.
Em 2021, o ator interpretou Oh Il-nam na primeira temporada da série dramática de sobrevivência da Netflix, Squid Game, o qual lhe rendeu reconhecimento mundial e um Globo de Ouro de Melhor Ator Coadjuvante em Série, Minissérie ou Filme para Televisão, bem como uma indicação ao Prêmio Emmy Award de Melhor Ator Coadjuvante em Série Dramática.

## Biografia
Oh Yeong-su nasceu em Kaesong, no condado de Kaepung (agora Coreia do Norte) em 19 de outubro de 1944. Seu avô era um magistério local e proprietário de terras. Depois que a 38ª linha paralela foi traçada através da Coreia, ele e sua família se mudaram para Paju, na fronteira sul-coreana, que é controlada pelo Exército dos EUA. Durante a eclosão da Guerra da Coreia, seu pai foi morto e seu irmão sequestrado pelas forças norte-coreanas.

### Acusações de assédio
Em 25 de novembro de 2022, os promotores em Suwon alegaram que Oh Yeong-su havia sido indiciado devido a denúncias de assédio sexual, no qual ele havia abusado sexualmente uma mulher em 2017. Embora tenha sido alvo das acusações em 2017, ele só foi autuado em 2022. Durante o seu julgamento em fevereiro de 2024, o tribunal de justiça de Suwon pediu uma pena de prisão de um ano para o ator, que veementemente negou as acusações.

## Carreira

### Teatro
Oh Yeong-su começou a atuar em 1963 como parte de uma equipe de teatro chamada "The Square". Foi membro da Companhia Nacional de Teatro da Coreia de 1987 a 2010, onde trabalhou em conjunto com outros atores, como Jang Minho. whom he considers his mentor. Ao longo de sua carreira, ele fez produções de A Confession for a Black Prostitute (흑인 창녀를 위한 고백, adaptação teatral de Albert Camus do romance Requiem for a Nun de William Faulkner), A Streetcar Named Desire e O Mercador de Veneza, entre muitos outros. Segundo o próprio ator, ele teve participação em mais de 200 produções até 2013.
Aos trinta anos, ele interpretou Fausto no Fausto de Goethe. Em retrospecto, ele disse que provavelmente era muito jovem para o papel na época. A partir dos cinquenta anos, ele interpretou o titular Ricardo III, e aos sessenta, ele demonstrou interesse em interpretar Willy Loman em Death of a Salesman.
Em 2014, o ator fez o papel do protagonista Próspero em uma produção do Teatro Nacional da Coreia de A Tempestade, de William Shakespeare, comemorando o 450º aniversário do nascimento de Shakespeare.
Ele interpretou Yeonguijeong na peça Prince Yeonsangun, e apareceu em The Problematic Figure em julho de 2015 e como Vasíly na peça Fathers and Sons, baseada no romance de mesmo nome em agosto de 2015.
Em 2017, ele interpretou o titular Rei Lear em uma produção da Daegu Metropolitan Theatre Company. Ele já havia feito uma produção de Rei Lear no Museu de Arte de Daejeon em 2010. Em 2021, foi revelado que ele iria assumir o papel de Sigmund Freud na peça "A Última Sessão de Freud" de Mark St. Germain apresentação em Daehangno em 7 de janeiro de 2022.

### Filme e Televisão
Oh Yeong-su frequentemente retratava personagens monges em peças teatrais. Ele creditou sua experiência com peças budistas por ter conseguido papéis semelhantes no cinema e na televisão.
Em 2021, ele foi reconhecido popularmente por interpretar o personagem Oh Il-nam na primeira temporada da série da Netflix, Squid Game. A série se tornou o programa mais assistido da Netflix em seu primeiro mês de exibição. Em janeiro de 2022, ele ganhou o Globo de Ouro de Melhor Ator Coadjuvante de Televisão por seu papel na série. Ele se tornou o primeiro ator coreano a ganhar um Globo de Ouro.
Em novembro de 2021, narrou um episódio do programa documental “Documentário Três Dias”.

## Filmografia

### Teatro
| Ano  | Peça                                    | Papel        | Notas | Ref.          |
| ---- | --------------------------------------- | ------------ | ----- | ------------- |
| 1994 | Defend and Defend and Defend            |              |       | [ 18 ]        |
| 2010 | I Love You                              |              |       | [ 19 ]        |
| 2010 | King Lear                               | King Lear    |       |               |
| 2013 | Sendoff                                 |              |       |               |
| 2014 | A Tempest                               | Prospero     |       |               |
| 2015 | Prince Yeonseon, the Problematic Figure | Yeonguijeong |       |               |
| 2015 | Fathers and Sons                        | Vasily       |       |               |
| 2016 | Seagull                                 |              |       | [ 20 ]        |
| 2017 | How Cheon Deok-gu Lives                 |              |       | [ 21 ] [ 22 ] |
| 2017 | King Lear                               | King Lear    |       |               |
| 2022 | Last Session                            |              |       | [ 23 ]        |
| 2022 | Love Letter                             | Andy         |       | [ 24 ]        |

### Filme
| Ano  | Filme                                      | Papel         | Notas | Ref.          |
| ---- | ------------------------------------------ | ------------- | ----- | ------------- |
| 1998 | The Soul Guardians                         | Toemarok      |       | [ 19 ] [ 25 ] |
| 2003 | A Little Monk                              | Temple Master |       |               |
| 2003 | Spring, Summer, Fall, Winter... and Spring | Old Monk      |       |               |

### Televisão
| Ano       | Filme                 | Papel          | Notas      | Ref.   |
| --------- | --------------------- | -------------- | ---------- | ------ |
| 1981      | 1st Republic          | Promotor       |            | [ 26 ] |
| 1988      | The Fairy Of Shampoo  | Diretor        |            | [ 27 ] |
| 2009      | Queen Seondeok        | Monk Wol-Cheon |            |        |
| 2009      | The Return of Iljimae | Monk Yeol-gong |            |        |
| 2012      | God of War            | Monk Su-gi     |            |        |
| 2019–2020 | Chocolate             | Sr. Kim        | Episódio 5 |        |
| 2021      | Squid Game            | Oh Il-nam      |            |        |

| Ano  | Titulo             | Papel    | Notas        | Ref.   |
| ---- | ------------------ | -------- | ------------ | ------ |
| 2021 | Documentary 3 Days | Narrador | Documentário | [ 28 ] |

## Prêmios e indicações
| Prêmio                                | Ano  | Categoria                           | Trabalho                                          | Resultado | Ref.   |
| ------------------------------------- | ---- | ----------------------------------- | ------------------------------------------------- | --------- | ------ |
| APAN Star Awards                      | 2022 | Melhor ator (série/drama)           | Squid Game                                        | Indicado  | [ 29 ] |
| Baeksang Arts Awards                  | 1994 | Melhor ator (teatro)                | Pigojigo Pigojigo (em coreano: 피고지고 피고지고) | Venceu    | [ 30 ] |
| Dong-A Theatre Awards                 | 1979 | Melhor ator (televisão)             | Crime on Goat Island (em coreano: 백양섬의 욕망)  | Venceu    | [ 31 ] |
| Director's Cut Awards                 | 2022 | Melhor ator (série)                 | Squid Game (em coreano: 오징어 게임)              | Indicado  | [ 32 ] |
| Gold Derby Awards                     | 2022 | Melhor ator (série/drama)           | Squid Game (em coreano: 오징어 게임)              | Indicado  | [ 33 ] |
| Golden Globe Awards                   | 2022 | Melhor ator coadjuvante (televisão) | Squid Game (em coreano: 오징어 게임)              | Venceu    | [ 34 ] |
| National Theater Association Of Korea | 2000 | Melhor ator                         | Abi (em coreano: 아비)                            | Venceu    | [ 35 ] |
| Emmy Awards                           | 2022 | Melhor ator (série/drama)           | Squid Game                                        | Indicado  | [ 36 ] |
| Seoul Theater Festival                | 2006 | Melhor ator (série)                 | Jangpan (em coreano: 장판)                        | Venceu    | [ 37 ] |